# Ptychadena obscura
Ptychadena obscura és una espècie de granota que viu a la República Democràtica del Congo, Zàmbia i, possiblement també, a Angola i Tanzània.